# BP (escala de temps)
BP (sigles en anglès de Before Present, 'abans del present') és una unitat de temps emprada en arqueologia, geologia i altres disciplines científiques per a designar esdeveniments ocorreguts en el passat. Com que l'instant present canvia contínuament, en la pràctica s'usa BP amb el significat d'abans del 1950. Per exemple, 1500 BP significa 1500 anys abans del 1950, és a dir, l'any 450.
Des del 1954, els científics van establir el 1950 com a any de referència per a la datació basada en el carboni 14. Es va escollir aquest any per ser l'any en el qual es van determinar les corbes de calibratge del carboni 14 i per honorar la publicació de les primeres dates obtingudes amb aquest sistema al desembre de 1949. Un altre motiu és que l'any 1950 és anterior a les proves massives d'armes nuclears que van alterar la proporció global de carboni 14.
L'ús de l'escala BP s'ha estès a altres àmbits fora de la datació amb carboni 14, mantenint-se el costum de fixar el present en l'any 1950, encara que les dates molt allunyades en el temps (com ara 500000 BP) són tan aproximades que la diferència entre 1950 i l'instant present és insignificant.